# Aplomerus lineatulus
Aplomerus lineatulus là một loài tò vò trong họ Ichneumonidae.